# 斯文豪筒金花蟲
斯文豪筒金花蟲（学名：Cryptocephalus swinhoei）为金花蟲科筒金花蟲屬下的一个种。